# American Austin Car Company
American Austin Car Company — автопроизводитель из США, начавший свою работу в 1929 году с целью изготовления транспорта, лицензированного английской компанией «Austin Motor Company». Производственная деятельность фирмы American Austin осуществлялась в период 1930—1934 годов, после чего она объявила себя банкротом.
Реорганизация компании произошла в 1935 году, когда она получила название «American Bantam». Период с 1937 по 1940 годы компания активно занималась выпуском автопродукции, среди которой был прототип знаменитого Jeep.

## История
«American Austin Car Company» начала деятельность в 1929 году, в штате Пенсильвания (г. Батлер). Арендуя производственные помещения у «Standart Steel Car Company», она собирала автомобили Austin 7 (American Austin) с целью их дальнейшей продажи на территории Америки.
Главная цель конструкторов автомобилей Austin заключалась в том, чтобы занять нишу компактного транспорта на рынке Америки. Экстерьер представленной модели внешне напоминал небольшой Chevrolet, имеющий по бокам корпуса горизонтальные решетки. Технические характеристики авто: расход топлива — 6 литров на 100 км, максимальная скорость — 80 км/час при двигателе с объёмом 747 см³. Цена на эти машины была чуть ниже, чем у популярного в то время Ford V8 и составляла 445$.
Великая депрессия привела к тому, что потребители перешли на вторичный рынок дешевых автомобилей, из-за чего спрос на продукцию American Austin сильно снизился, а продажи рухнули, несмотря на то, что в первый год выпуска было реализовано 8 тыс. автомобилей.
После остановки производства в 1932 году, оно было вновь запущено в 1934 году, но уже через время остановилось снова. За весь период деятельности компании удалось выпустить 20 тыс. автомобилей.